# Kenneth Kaunda nemzetközi repülőtér
A Kenneth Kaunda nemzetközi repülőtér (IATA: LUN, ICAO: FLKK) Lusaka város és Zambia nemzetközi repülőtere is. Lusaka központjától nagyjából 27 km-re északkeletre helyezkedik el. A repülőtér a Zambia Airways, a Proflight Zambia, a Royal Zambian Airlines és a Mahogany Air légitársaságok központjaként szolgál. Éves utasforgalma 925 077 fő (2012).
A repülőtér 1967-ben nyílt meg Lusakai nemzetközi repülőtér néven. 2011-ben nevezték át Kenneth Kaunda, az ország első elnökének tiszteletére.

## Légitársaságok és célállomások

### Utasszállító
| Légitársaság           | Célállomások                                           |
| ---------------------- | ------------------------------------------------------ |
| Air Tanzania           | Dar es-Salaam                                          |
| Airlink                | Johannesburg                                           |
| Emirates               | Dubaj, Harare                                          |
| Ethiopian Airlines     | Addisz Abeba, Harare                                   |
| Kenya Airways          | Nairobi                                                |
| Mahogany Air           | Chipata, Livingstone, Mfuwe, Ndola, Solwezi            |
| Malawian Airlines      | Harare, Lilongwe                                       |
| Proflight Zambia       | Jeki, Johannesburg, Livingstone, Mfuwe, Ndola, Solwezi |
| Qatar Airways          | Doha, Harare                                           |
| Royal Zambian Airlines | Johannesburg                                           |
| RwandAir               | Johannesburg, Kigali                                   |
| South African Airways  | Johannesburg                                           |
| TAAG Angola Airlines   | Luanda                                                 |
| Turkish Airlines       | Isztambul (2022. március 28-tól indul újra)            |
| Zambia Airways         | Livingstone, Ndola                                     |

### Teherszállító
| Légitársaság    | Célállomások |
| --------------- | ------------ |
| Martinair       | Amszterdam   |
| Kenya Airways   | Nairobi      |
| Astral Aviation | Nairobi      |
| Magma Aviation  | Liège        |

## Forgalom
Az utasforgalom az elmúlt években az alábbi módon változott:
| 2011 | 787 748 |
| 2012 | 925 077 |